# Hayoceros
Hayoceros is een geslacht van uitgestorven evenhoevige zoogdieren, verwant aan de hedendaagse gaffelbok (Antilocapra americana), dat voorkwam in het Midden-Pleistoceen.

## Beschrijving
Dit honderdtachtig centimeter lange dier had een uitzonderlijk gewei met vier hoorns. Boven op de kop achter de ogen stonden een paar gevorkte hoorns. Verder naar achteren stonden een paar lange en smalle, recht naar boven wijzende hoorns. Deze hoorns werden gebruikt om de gunst van een wijfje af te dwingen in een tweegevecht, waarbij de mannetjes de hoorns in elkaar haakten en net zo lang duwden, totdat een van beiden opgaf, in dit geval de zwakkere. Ernstige verwondingen kwamen hierbij zelden voor.

## Leefwijze
Dit dier leefde op de graslanden van Nebraska.

## Vondsten
Resten van dit dier werden gevonden in Noord-Amerika, meer bepaald in de Amerikaanse staat Nebraska.